# Myristica corticata
Espèce
Statut de conservation UICN

 VU D2 : Vulnérable
Myristica corticata est une espèce de plantes du genre Myristica de la famille des Myristicaceae.